# 1272
Évszázadok: 12. század – 13. század – 14. század
Évtizedek: 1220-as évek – 1230-as évek – 1240-es évek – 1250-es évek – 1260-as évek – 1270-es évek – 1280-as évek – 1290-es évek – 1300-as évek – 1310-es évek – 1320-as évek
Évek: 1267 – 1268 – 1269 – 1270 –  1271 – 1272 – 1273 – 1274 – 1275 – 1276 – 1277

## Események

### Határozott dátumú események
- augusztus 6. – V. István magyar király halála. (V. István fiát, Lászlót Gutkeled nembeli Joachim horvát bán elrabolja és Németországba szökteti. Az üldözésükre induló királyt ekkor éri a hal,[1] akit a – XIII. század elején még Nyulak szigetének nevezett – margitszigeti domonkos apácakolostor templomában temetnek el.)[2]
- szeptember 3. – V. Istvánt fia, a tízéves IV. László követi a magyar trónon.[3] (Helyette tulajdonképpen anyja, Erzsébet és a horvát bán kormányoz.)[1]
- november 8. – VIII. Mikhaél bizánci császár társuralkodóvá koronáztatja fiát II. Andronikoszt (1282-től egyeduralkodó).
- november 20. – I. Eduárd angol király trónra lépése (1307-ig uralkodik).

### Határozatlan dátumú események
- november – A margitszigeti királyi udvarházban Kőszegi Nagy Henrik – szóváltást követően – brutálisan meggyilkolja IV. Béla unokáját, Béla macsói herceget.[4] (Őt szintén a margitszigeti domonkos apácakolostor templomában helyezik nyugalomra 1273-ban.)[2]
- az év folyamán –
  - Monoszló Egyed királyi tárnokmester felkelése. (A felkelést Joachim bán leveri, Egyed testvérével II. Ottokár cseh királyhoz menekül és átadja neki Pozsony várát.)[1]
  - Kőszegi Henrik a királyhoz pártol, mire Egyed is visszapártol és visszaadja Lászlónak Pozsonyt.[1]
  - IV. Hugó burgundi herceg halála után fia II. Róbert lép trónra (1305-ig uralkodik).
  - X. Gergely pápa Lyon érsekévé nevezi ki Pierre de Tarentaise-t, a domonkosok franciaországi tartományfőnökét.[5]
  - X. Gergely pápa bragai érseknek nevezi ki magánorvosát, Pedro Juliãot.[5]

## Halálozások
- április 2. – Richárd német király (* 1209)
- augusztus 6. – V. István magyar király (* 1240)
- november 16. – III. Henrik angol király (* 1207)
- november – Béla macsói herceg (* 1245 után)
- IV. Hugó burgundi herceg (* 1212)